# 摩耶山丸
摩耶山丸（まやさんまる）は、日本陸軍が三井物産船舶部の名義で1942年（昭和17年）に竣工させた揚陸艦。上陸用舟艇の母艦機能を有し、陸軍特殊船と呼ばれた。太平洋戦争では後方での部隊輸送に使用された。1944年（昭和19年）にヒ81船団の1隻としてフィリピンへ向かう途中、アメリカ海軍潜水艦の攻撃で撃沈され、乗船中の第23師団の将兵ら3000人以上が戦死した。

## 建造
日本陸軍は、1934年（昭和9年）に建造した「神州丸」の成功を踏まえ、同種の陸軍特殊船の量産を計画した。しかし、平時から大型船多数を維持することは予算的に困難であった。そこで、民間船会社に補助金を交付して民間船扱いで建造させ、有事にのみ徴用する形式が採られることになった。その1隻として、三井物産船舶部を船主に予定して発注されたのが本船である。玉造船所（1942年1月以降は三井造船玉野工場）で1941年（昭和16年）8月27日に起工され、1942年（昭和17年）12月14日または19日に竣工した。陸軍特殊船の船名は上陸戦という用途にちなんで港を意味する「津」が付いた名前が多いが、本船は例外的に三井物産所有船の「○○山丸」という命名慣例に則った船名を付けられている。
「摩耶山丸」は、陸軍特殊船のうち基本形の甲型に属する。外形は「神州丸」が軍艦に近い特異な姿だったのに対し、正体を秘匿するため通常の貨客船などに似せた姿となっている。しかし、船体内は上陸用舟艇を急速発進させるための全通甲板になっており、商船とはまったく異なった構造である。兵員居住区画としての使用を想定したためか、舷窓が多く設けられている。上甲板には船倉口が4か所設けられており、そのうち2番・3番倉口は大発動艇が収納できる大型倉口になっていた。荷役設備として、太い門型のデリックポストが4組装備されている。機関はディーゼルエンジンを使用し、スクリュー2基で航行する。輸送能力は兵員1955人を定員として設計されているが、実戦では大幅に超過した4500人を輸送している。
同型船として、同じ三井造船玉野工場で「玉津丸」が建造されている。ほかに甲型に属する特殊船としては日立造船因島工場で「吉備津丸」が建造されたが、主機が蒸気タービンエンジンで、1番・4番デリックポストが門型ではなく単脚型などの違いがある。播磨造船所製の「にぎつ丸」も甲型であるが、「あきつ丸」と同じ航空機搭載用の丙型から仕様変更されたもので、設計が異なる。

## 運用
竣工間もない1942年12月28日に三井物産船舶部が三井船舶として独立したため、船主が三井船舶へ変更された。
太平洋戦争中の竣工となった「摩耶山丸」は、すぐに陸軍によって徴用された。本来の用途である大規模な上陸戦を実施するような戦局では無かったため、戦線後方での部隊輸送に従事した。1942年12月30日に宇品から初航海に出航、秘匿名で8号演習と称した輸送作戦のB船団に加入して1943年（昭和18年）1月12日にラバウルへ到着した。同月25日に無事に宇品へ帰還している。以降、門司・釜山間の輸送7回、宇品・パラオ・ラバウル間の輸送5回、宇品・シンガポール間の輸送3回などを成功させた。
危険な航海も経験しており、例えば1943年5月に第4508船団へ加入してラバウルからトラック島へ航行していた際には、僚船の「畿内丸」（大阪商船：8360総トン）がアメリカ潜水艦「プランジャー」により撃沈された。モマ01船団に加入して1944年（昭和19年）7月12日にルソン島北方を航行していた際には、アメリカ海軍ウルフパック第17.16任務群に属する潜水艦の攻撃を受けた。この戦闘でアメリカ潜水艦「アポゴン」は北緯19度51分 東経123度04分 / 北緯19.850度 東経123.067度の地点で日本船の体当たり攻撃を受けて損傷しており、アメリカ側は「摩耶山丸」の戦果である可能性が高いと判定している。
「摩耶山丸」の最後の航海となったのは、1944年11月のヒ81船団に加入してのマニラ行きであった。フィリピン増援に向かう第23師団などの将兵約4500人を乗船させた「摩耶山丸」は、優秀船ぞろいの強力な護送船団を組んで、11月14日に伊万里湾を出撃した。しかし、翌日には同じ陸軍特殊船の「あきつ丸」（日本海運：9186総トン）が撃沈された。11月17日夕刻、「摩耶山丸」も、東シナ海済州島西方120km付近北緯33度17分 東経124度45分 / 北緯33.283度 東経124.750度でアメリカ潜水艦「ピクーダ」の攻撃を受けた。午後6時15分に機関室と船体後部に1発ずつ魚雷が命中すると急激に浸水し、2分半ほどで船首から沈没したとも、7時間漂流後に沈没したとも言われる。戦死者数は諸説あり、野間（2002年）によると船員の死者55人、駒宮（1987年）によると乗船部隊・船員合計3187人、『船舶輸送間に於ける遭難部隊資料（陸軍）』によると所属部隊が判明しているだけで3369人、大内健二によると乗船部隊・船員合計3437人である。大内によると、日本輸送船の戦没犠牲者数としては4番目に多い。